# Arisaema heterocephalum
Arisaema heterocephalum är en kallaväxtart som beskrevs av Gen-Iti Koidzumi. Arisaema heterocephalum ingår i släktet Arisaema och familjen kallaväxter.

## Underarter
Arten delas in i följande underarter:
- A. h. heterocephalum
- A. h. okinawaense